# Городищенский маслозавод
Городищенский маслозавод — предприятие пищевой промышленности в городе Городище Городищенского района Черкасской области.

## История

### 1928 — 1991
Молочный завод в селении Городище Киевской области был создан в соответствии с первым пятилетним планом развития народного хозяйства СССР и начал работу в 1928 году. Мощности завода изначально позволяли перерабатывать 25 тонн молока молока за смену.
Во время Великой Отечественной войны с 30 июля 1941 года до 9 февраля 1944 года поселок находился под немецкой оккупацией.
После войны маслозавод был восстановлен и возобновил работу, основным видом продукции предприятия в это время являлось сливочное масло.
В 1948 году на заводе было установлено новое оборудование.
С января 1954 года завод относится к предприятиям Черкасской области.
В 1959 - 1962 годы завод был полностью реконструирован, его перерабатывающая мощность была увеличена до 75 тонн молока за смену. После этого предприятие получило новое наименование - Городищенский опытно-экспериментальный маслозавод.
Производственный план восьмой пятилетки (1966 - 1970 гг.) завод выполнил досрочно (по основным продуктам - 30 августа 1970 года, по всем видам продукции - 4 декабря 1970 года). Всего до конца 1970 года завод произвёл 625 тонн сливочного масла.
В 1980-е годы предприятие входило в состав Черкасского молокозавода.
В целом, в советское время маслозавод входил в число крупнейших предприятий города.

### После 1991
После провозглашения независимости Украины государственное предприятие было преобразовано в открытое акционерное общество. Владельцем завода стала группа компаний "Агрополис".

## Современное состояние
Предприятие производит сливочное масло, плавленые сыры и другие молочные продукты.